# دينس يوجيل
دينس يوجيل (بالتركية: Deniz Yücel)‏ (و. 1973  م) هو صحفي من تركيا، وألمانيا.

## جوائز
حصل على جوائز منها:
- جائزة ثيودور وولف [الإنجليزية]‏ (2017)[4]
- Kurt-Tucholsky-Preis [الإنجليزية]‏ (2011).

## روابط خارجية
- دينس يوجيل على موقع مونزينجر (الألمانية)